# 자일라진
자일라진(xylazine)은 말과 소, 기타 비인간 포유류와 같은 동물의 진정, 마취, 근이완, 진통에 사용되는 의약품이다. 수의사들이 특히 고양이에게 구토유도제로 사용하기도 한다. 클로니딘의 유사체이자 α2 계열의 아드레날린 수용체에 작용하는 효능제이다.
수의과 마취에서 자일라진은 종종 케타민과 함께 사용된다. 전세계적으로 수많은 브랜드명으로 판매되고 있으며, 이 중에서는 특히 바이엘의 브랜드명 럼푼이 가장 유명하다. 아나세드, 세다진, 차나진이라는 이름으로도 판매되고 있다. 약물의 상호 작용은 동물마다 다르다.
자일라진은 미국에서 "트랭크"(tranq)라는 이름으로 통하는 남용 약물이 되었으며, 푸에르토리코에서도 문제가 되고 있다. 말 수의사가 사용하는 재고를 마약으로 전용하여 헤로인의 커팅제로 사용하며, 주사 부위에 피부 염증과 감염을 유발하는 등 여러 건강 문제를 일으키고 있다.